# Vallgorguina
Vallgorguina és un municipi de la comarca del Vallès Oriental. Forma part de la subcomarca del Baix Montseny.
És coneguda l'estructura megalítica de la Pedra Gentil.

## Geografia
- Llista de topònims de Vallgorguina (Orografia: muntanyes, serres, collades, indrets..; hidrografia: rius, fonts...; edificis: cases, masies, esglésies, etc).

| Entitat de població             | Habitants (2023) |
| Vallgorguina                    | 1.347            |
| Canadà Parc                     | 860              |
| Can Puigdemir                   | 476              |
| Baronia del Montseny i Can Bosc | 424              |
| Collsacreu                      | 97               |
| Font: Idescat                   |                  |

## Demografia
| 1497 f | 1515 f | 1553 f | 1717 | 1787 | 1857 | 1877 | 1887 | 1900 | 1910 |
| ------ | ------ | ------ | ---- | ---- | ---- | ---- | ---- | ---- | ---- |
| 13     | 14     | 15     | 224  | 454  | 787  | 823  | 790  | 708  | 715  |

| 1920 | 1930 | 1940 | 1950 | 1960 | 1970 | 1981 | 1990 | 1992 | 1994 |
| ---- | ---- | ---- | ---- | ---- | ---- | ---- | ---- | ---- | ---- |
| 653  | 609  | 581  | 603  | 535  | 429  | 640  | 712  | 761  | 761  |

| 1996  | 1998  | 2000  | 2002  | 2004  | 2006  | 2008  | 2010  | 2012  | 2014  |
| ----- | ----- | ----- | ----- | ----- | ----- | ----- | ----- | ----- | ----- |
| 1.065 | 1.186 | 1.325 | 1.516 | 1.713 | 2.016 | 2.404 | 2.591 | 2.640 | 2.699 |

| 2016  | 2018  | 2020  | 2022  | 2024  | 2026 | 2028 | 2030 | 2032 | 2034 |
| ----- | ----- | ----- | ----- | ----- | ---- | ---- | ---- | ---- | ---- |
| 2.772 | 2.854 | 2.988 | 3.144 | 3.198 | -    | -    | -    | -    | -    |

## Equipaments
- Museu del Bosc i de la Pagesia
- Bibliobús Montnegre[1]